# Joshua Mance
Joshua Mance (ur. 21 marca 1992 w Claremont w stanie Kalifornia) – amerykański lekkoatleta, sprinter specjalizujący się w biegu na 400 metrów.

## Osiągnięcia
- 2 medale mistrzostw świata juniorów młodszych (Bressanone 2009, złoto w sztafecie szwedzkiej oraz srebro na 400 metrów), w biegu finałowym amerykańska sztafeta z Mance’em na ostatniej zmianie ustanowiła nieaktualny już rekord świata kadetów (1:50,33)
- złoto w sztafecie 4 × 400 metrów podczas mistrzostw świata juniorów (Moncton 2010)
- dwa złote medale mistrzostw panamerykańskich juniorów z 2011 (w biegu na 400 metrów oraz sztafecie 4 × 400 metrów)

## Rekordy życiowe
- bieg na 400 metrów – 44,83 (2012)